# گسوندا
گسوندا (به سوئدی: Gesunda) یک منطقه مسکونی است که در بخش مورا شهرستان دالارنا در کشور سوئد واقع شده است. جمعیت گسوندا در پایان سال ۲۰۱۰ بالغ بر ۲۲۹ نفر بوده است.